# River Lew
River Lew är ett vattendrag i Storbritannien.   Det ligger i riksdelen England, i den södra delen av landet, 290 km väster om huvudstaden London.